# Mehdi-Georges Lahlou
Mehdi-Georges Lahlou, né en 1983 aux Sables-d'Olonne, est un plasticien franco-marocain. Il pratique la photographie, la performance, l'installation, la vidéo, la peinture, la sculpture et le dessin.

## Biographie
Mehdi-Georges Lahlou naît en 1983 aux Sables-d'Olonne,, d’une mère espagnole catholique et d’un père marocain musulman.
Il étudie de 2005 à 2007 aux Beaux-arts de Nantes puis en 2007 aux Beaux-arts de Prague et, en 2010, est diplômé de l'Académie St Joost à Bréda. Après avoir vécu en France et au Maroc, il s’installe à Bruxelles en 2007.

## Œuvre
Plasticien franco-marocain, Mehdi-Georges Lahlou pratique la photographie, la performance, l'installation, la vidéo, la peinture, la sculpture et le dessin.
Son œuvre s'élabore autour des questions des normes de genre et d'appartenance culturelle. Il s'identifie comme athée et déstabilise les certitudes en juxtaposant des représentations issues d'univers religieux et culturels différents. Des spécialistes de son œuvre écrivent à ce sujet :  «Il n'est pas question chez Mehdi-Georges Lahlou de « choc des cultures » mais plutôt d'un double enfermement : sortir d'une culture, c'est être confronté à une autre culture qui vous enferme à nouveau.». Aussi, dans sa pratique multimédia, il organise des rencontres inédites entre les genres, comme entre les idées de l'Occident et de l'Orient, du catholicisme et de l'islam.
Mehdi-Georges Lahlou a souvent recours au travestissement, dans son œuvre picturale ou ses performances,. Par ce procédé il tente de déconstruire les stéréotypes liés au genre, de même que les stéréotypes ethniques ; il s'oppose ainsi aux discours identitaires, qui enferment les individus dans des catégories prédéfinies. Le tableau Portrait de famille (2009) fait partie de ces œuvres où Mehdi-Georges Lahlou apparaît vêtu en femme, plus précisément en femme portant un voile islamique ; toutefois, il conserve sa barbe dans cet autoportrait qui déjoue les images conventionnelles de l'islam, de la féminité, de l'homosexualité.
La fusion de codes esthétiques orientaux et occidentaux est manifeste par exemple dans le tableau intitulé Portrait selon Molinier...Neshat (2010). Le titre fait référence à l'artiste français Pierre Molinier et à l'artiste iranienne Shirin Neshat. Lahlou s'inspire ainsi d'un photomontage de Pierre Molinier, Portrait d’Hanel Koeck (1968), auquel il emprunte le style d'ambiguïté dans la représentation du genre. Il s'inspire également de Shirin Neshat, plus précisément de sa série Women of Allah (1997), où sur les visages des femmes figuraient des textes de la poétesse iranienne Forough Farrokhzad (1935-1967) critiques à l'égard des conventions sociales imposées aux femmes ; de même, dans Portrait selon Molinier...Neshat, Mehdi Georges Lalou inscrit sur son visage barbu féminisé des textes calligraphiés en arabe. Le fait de mêler la calligraphie et la peinture figurative a pu être considéré comme emblématique de la démarche de Lahlou consistant à rapprocher les codes orientaux et occidentaux. En effet, la calligraphie a connu un grand essor dans les arts de l'islam du fait de l'interdiction de représenter les corps, tandis que l'art figuratif européen a longtemps exclu les motifs abstraits.
En 2011, une photographie montrant son corps nu, sur lequel des versets du Coran sont projetés, est reprise par la plupart des journaux et des sites marocains, ce qui suscite notamment les critiques de centaines d'internautes.
En 2013 il expose Les derniers talons d'Allah à Nantes.
Selon le curateur américain Conor Moynihan, le travail de Lahlou, « traitant de la race, du genre, de la sexualité, du colonialisme, de l'identité et des représentations de l'islam et du catholicisme, complique de manière critique les fantasmes de « l'Orient » et de « l'Occident » ».

## Expositions personnelles
- Paradis Incertain, Centrale for Contemporary Art, Bruxelles, curateur par Abdelkader Damani (2014)[13]
- Of the confused memory, Galerie Rabouan Moussion, Paris (2017)[14]
- Behind the garden, Le Botanique, Bruxelles, Belgique (2017)[15]
- 72 (Virgins) in Motion and Aria, Museo de Arte Colonial, La Havane (2019)[16]
- 75 (Installation/Performance), MNAC – Muzeul Național de Artă Contemporană, Bucarest[16]
- Et si rien ne prend racine dans cette oasis..., Musée des Beaux-Arts, Rouen (2019-20)[17]
- From the balcony, Galerie Rabouan Moussion, Paris (2020)[18]
- Extra, Centrale for Contemporary Art, Bruxelles (2023)[19]